# Таубербішофсгайм
Таубербішофсгайм (нім. Tauberbischofsheim) — місто в Німеччині, знаходиться в землі Баден-Вюртемберг. Підпорядковується адміністративному округу Штутгарт. Входить до складу району Майн-Таубер.
Площа — 69,31 км2. Населення становить 13 234 ос. (станом на 31 грудня 2020).